# Краковский трамвай
Кра́ковский трамвай — пассажирская трамвайная система в городе Кракове в Польше. Был открыт в 1882 году как конка, с 1900 года постепенно перешёл на электрическую тягу. Трамвайная сеть является основой транспортной сети города. Обслуживает инфраструктуру и заказывает перевозки совет коммунального хозяйства и транспорта города Краков; обслуживает подвижной состав и выполняет перевозки АО «Предприятие городского транспорта» (пол. MPK S. A., Miejskie Przedsiębiorstwo Komunikacyjne Spółka Akcyjna). В составе трамвайной сети с 2008 года функционирует Краковский скоростной трамвай, существуют маршруты, проходящие как по скоростным участкам, так и по путям обычного трамвая. В центре города в районе железнодорожного вокзала для разгрузки окрестных улиц и перекрёстков устроен подземный участок длиной 1,4 км.

## История
Первая линия рельсового конного трамвая в Кракове возникла в 1882 году, заменив действовавшую более десяти лет омнибусную линию. Это была узкоколейная линия шириной 900 мм, длиной 2,8 км, с железнодорожного вокзала до Подгурского моста. Эта линия сначала была однопутной и имела четыре разъезда. В 1896 году построена следующая линия: Главный рынок — Краковский парк длиной 1670 м. В то же время из-за роста потребностей в перевозках начата перестройка первой линии на двухпутную. До 1925 года на всех двухпутных линиях в Кракове действовало левостороннее движение.
Электрификация краковских трамваев начата в 1901 году. Торжественное открытие первой электрической линии трамвая произошло 16 марта 1901. Линию обслуживали трамваи типа SW1 производства Санокской Фабрики вагонов и машин (ныне Autosan). 25 октября 1902 введены в эксплуатацию три очередных линии (№ 3 с ул. Детла через Старовисльную к Главному Рынку, № 5 с ул. Длугей через Главный Рынок к Звежинецкой и № 4 с Рынка по улице Шевской через Подвале в Парк Йордана). В январе 1913 на участке от ул. Звежинецкой через ул. Доминиканску, Главную почту, улицу Старовисльную до Третьего Моста на Висле введена в эксплуатацию первая ширококолейная линия № 6 (вагоны также из Санока, типа SN1) с колеёй 1435 мм. В момент перехода с левостороннего движения на правостороннее в 1925 году в Кракове существовали три узкоколейные линии и три ширококолейные. В течение следующих десятилетий узкоколейные линии постепенно заменялись ширококолейными, только в 1953 году ликвидирована последняя из них.
В 1950 проложена линия Борка Фаленцкого, 7 ноября 1952 года соединены старый Краков с Новой Хутой, а в 1954 введён участок до Плашова, а затем в 1965 в Прокочим, в 1955 завершена объездная дорога вокруг Плантов и ликвидированы трамвайные линии на Главном Рынке и на улицах Висльной, Славковской и Сенной. Последующие годы отличались развитием трамвайной сети в Новой Хуте и Подгуже, продлена также между прочими линия через Прокочим до Бежанова, построен второй путь через Лагевники к Борку Фаленцкому. Последней в полной мере введенной линией является путь, используемый с 2000 года в Курдванове, который является одновременно первым завершенным этапом строительства «Краковского скоростного трамвая».
В 2006 введен в эксплуатацию новый участок пути на улице Павей, а в сентябре 2007 года она соединена с кольцом на улице Каменной.
11 января 2008 года сдан в эксплуатацию подземный участок под центральным вокзалом и улицей Любомирского. В тоннеле длиной 1420 м (с рампами — 1536 м) находятся две подземные станции, Dworzec Główny Tunel и Политехника.
В ближайшие годы планируется развитие трамвайной сети в направлении жилых массивов: Липски, Ручай, а также через Ольшу до Мистшейовиц.
Ночное трамвайное сообщение было ликвидировано в 1986 году, но с 2012 года были вновь введены два ночных маршрута: 64 и 69. По состоянию на 2023 год работают три ночных маршрута, к вышеозначенным добавился маршрут 62.
В конце августа 2022 года была запущена новая трамвайная линия в составе Лагевницкого шоссе (Trasa Łagiewnicka), соединяющая Курдванов с Лагевниками.
4 сентября 2023 года запущено движение на новом участке от конечной «Кроводжа Горка» до пересадочного узла «Горка Народова», ставшая завершением третьего этапа строительства «Краковского скоростного трамвая». По состоянию на сентябрь 2023 года пассажирское движение через новую конечную не осуществляется из-за неготовности инфраструктуры — пассажиров высаживают на предыдущей остановке «Паперни Прондницких».

## Современность
На 2012 год Краковский трамвай эксплуатирует 90 километров линий, из которых 1,4 километра проходит под землёй, порядка двухсот семидесяти поездов на двадцати четырёх маршрутах, три трамвайных депо, и является основным пассажирским перевозчиком в Кракове.

## Подвижной состав

### Подвижной состав, используемый в регулярном пассажирском движении
| Фото                  | Модель                | В эксплуатации с:     | Описание |                       | Количество вагонов |
| --------------------- | --------------------- | --------------------- | --- | --------------------- | ------------------ |
|                       | Konstal 105Na         | 1979                  | Выпускались в 1979—1992 годах. Длина 13,5 метра. Могут работать по системе многих единиц в составах до пяти вагонов. В Кракове эксплуатируются преимущественно в двух (ранее трёх) вагонных сцепках, одиночно работают лишь несколько вагонов. В настоящее время активно заменяются новым подвижным составом. Несколько вагонов переоборудовано в моторные прицепы Konstal 105Nd. |                       | 165                |
|                       | MAN GT6               | 1994                  | Выпускались в 1962—1966 годах для немецких трамвайных сетей. В Краков пришли из Нюрнберга в 1994—2004 как лучшая альтернатива вагонам польского производства. До 2009 часть из них ходила с прицепами B4. В настоящее время постепенно выводятся из движения. |                       | 13                 |
|                       | Bombardier NGT6       | 2000                  | Выпускались специально для Кракова канадским концерном Bombardier. Низкопольный трамвай длиной 26 метров с 70 % площади низкого пола. |                       | 50                 |
|                       | E1                    | 2003                  | Выпускались в 1966—1976 для Вены. Первые вагоны поступили в Краков в ноябре 2003 года. Часть из них ходит с прицепами C3 1962—1966 годов выпуска. В венских вагонах изменена расстановка сидений, отгорожена кабина, установлены билетные автоматы и строка-автоинформатор. |                       | 73                 |
|                       | MAN N8S-NF            | 2006                  | Выпускались в 1976—1977 как шестиосники. В 90-х в Нюрнберге были переоборудованы с добавлением заводской низкопольной секции. Поскольку поезда были двусторонние, MPK Kraków закупило в Нюрнберге 10 вагонов, из которых три первых, поступивших в 2006 году, были поставлены на обслуживание линии на ул. Павия, где на время строительства скоростного трамвая отсутствовало кольцо. Ещё два узкоколейных поезда M8S было закуплено в Эссене на запчасти. Один из них впоследствии был переоборудован на широкую колею и получил обозначение N8S, от других отличается высоким уровнем пола в средней секции. |                       | 12                 |
|                       | Düwag GT8S            | 2009                  | Выпускались в 1973—1975 для Дюссельдорфа. В 2009 MPK Kraków купило один состав для опытной эксплуатации, после чего выкупило ещё 21 поезд. При переводе из Дюссельдорфа все вагоны сохранили свои прежние бортовые номера, идеально подошедшие для краковской системы нумерации. В будущем запланирована модернизация вагонов с устройством низкого пола в средней секции. |                       | 23                 |
|                       | EU8N                  | 2008 (2010)           | В 2008 MPK Kraków закупило 25 поездов E6+C6 из Вены курсировавших ранее по линии U6. Поскольку поезда двусторонние, один из них используется в челночном движении при закрытиях на ремонты. Остальные переоборудованы с добавлением низкопольной секции, построенной на основе ненужных прицепов C6, при модернизации изменён салон, установлены системы кондиционирования и световой информации. Реконструкция произведена на базе MPK Kraków. Модернизированные поезда получили обозначение EU8N, впервые вышли на линию 2 июля 2010 года.                                                                    |                       | 25                 |
|                       | 2014N Krakowiak       | 2015                  | В 2014 MPK Kraków заказало 36 поездов. В 2015 году все трамваи вышли на линию. Благодаря их поставкам удалось вывести из эксплуатации Konstal 105Na |                       | 36                 |
| Всего вагонов —       | Всего вагонов —       | Всего вагонов —       | Всего вагонов — | Всего вагонов —       | 397                |
| Из них низкопольных — | Из них низкопольных — | Из них низкопольных — | Из них низкопольных — | Из них низкопольных — | 32 %               |

## Маршруты

### Список маршрутов
| Маршрут | Конечная А       | Конечная Б                  | Длина(м) | Среднее время в один конец | Количество остановок | из них по требованию | Подвижной состав                       | Тип курсирования                                                    |
| ------- | ---------------- | --------------------------- | -------- | -------------------------- | -------------------- | -------------------- | -------------------------------------- | ------------------------------------------------------------------- |
|         | Cichy Kącik      | Muzeum Inżynierii Miejskiej | 4300     | 17 min                     | 11                   | 2                    | Музейные вагоны                        | Туристический маршрут, курсирует по воскресеньям и праздничным дням |
|         | Salwator         | Wzgórza Krzesławickie       | 13050    | 43 мин                     | 30                   | 1                    | E1+c3                                  | Обычный                                                             |
|         | Salwator         | Cmentarz Rakowicki          | 5050     | 17-19 мин                  | 12                   | 1                    | Düwag GT6, Bombardier NGT6             | Обычный                                                             |
|         | Krowodrza Górka  | Nowy Bieżanów               | 14200    | 42-43 мин                  | 28                   | 0                    | 2xKonstal 105Na, EU8N, Bombardier NGT6 | Обычный                                                             |
|         | Bronowice Małe   | Wzgórza Krzesławickie       | 17600    | 48-53 мин                  | 32                   | 1                    | 2xKonstal 105Na, E1+c3                 | Обычный                                                             |
|         | Krowodrza Górka  | Wzgórza Krzesławickie       | 12850    | 36-35 мин                  | 26                   | 0                    | N8S, EU8N                              | Обычный (ходит через тоннель KST)                                   |
|         | Salwator         | Kurdwanów                   | 10750    | 32 мин                     | 22                   | 0                    | Bombardier NGT6                        | Обычный                                                             |
|         | Bronowice Małe   | Borek Fałęcki               | 11600    | 41-40 мин                  | 26                   | 0                    | Bombardier NGT6                        | Обычный                                                             |
|         | Bieżanów Nowy    | Mistrzejowice               | 19100    | 55-59 мин                  | 35                   | 0                    | Düwag GT8S, EU8N, N8S, E1+c3           | Обычный                                                             |
|         | Łagiewniki       | Os. Piastów                 | 14150    | 48-46 мин                  | 27                   | 0                    | 2xKonstal 105Na, E1+c3, GT8S           | Обычный                                                             |
|         | Łagiewniki       | Mały Płaszów                | 9100     | 28-26 мин                  | 18                   | 0                    | EU8N                                   | Обычный                                                             |
|         | Bronowice Małe   | Bieżanów Nowy               | 14600    | 47-48 мин                  | 30                   | 0                    | 2xKonstal 105Na, Bombardier NGT6       | Обычный                                                             |
|         | Bronowice        | Mistrzejowice               | 15400    | 51-52 мин                  | 30                   | 1                    | E1+c3, 2xKonstal 105Na                 | Обычный                                                             |
|         | Mistrzejowice    | Walcownia                   | 9000     | 25-23 мин                  | 16                   | 2                    | E1, EU8N                               | Обычный                                                             |
|         | Ruczaj           | Cichy Kącik                 | 9075     | 29-32 мин                  | 21                   | 2                    | GT8S                                   | Обычный                                                             |
|         | Krowodrza Górka  | Borek Fałęcki               | 11060    | 35 мин                     | 23                   | 1                    | 2xKonstal 105Na, GT8S                  | Обычный                                                             |
|         | Bronowice        | Mały Płaszów                | 10000    | 30 мин                     | 20                   | 0                    | Bombardier NGT6, EU8N                  | Обычный                                                             |
|         | Os. Piastów      | Pleszów                     | 11850    | 31-30 мин                  | 19                   | 6                    | E1                                     | Обычный                                                             |
|         | Borek Fałęcki    | Walcownia                   | 18700    | 58-56 мин                  | 36                   | 4                    | E1+c3, 2xKonstal 105Na                 | Обычный                                                             |
|         | Borek Fałęcki    | Bieżanów Nowy               | 11350    | 35 мин                     | 22                   | 0                    | GT6                                    | Обычный                                                             |
|         | Bronowice Małe   | Kurdwanów                   | 14000    | 45-47 мин                  | 28                   | 0                    | 2xKonstal 105Na, GT8S                  | Обычный                                                             |
|         | Krowodrza Górka  | Kurdwanów                   | 13730    | 36 мин                     | 23                   | 0                    | Bombardier NGT6                        | Скоростной трамвай                                                  |
|         | Dworzec Towarowy | Bieżanów Nowy               | 12250    | 34-37 мин                  | 22                   | 0                    | Bombardier NGT6                        | Скоростной трамвай                                                  |
|         | Bronowice Małe   | Plac Centralny              | 13000    | 47 мин                     | 26                   | 0                    | EU8N                                   | Ночной                                                              |
|         | Krowodrza Górka  | Nowy Bieżanów               | 13980    | 50 мин                     | 28                   | 0                    | EU8N                                   | Ночной                                                              |